# Черешенка (Хмельницкая область)
Черешенка (укр. Черешенька) — село в Деражнянском районе Хмельницкой области Украины.
Население по переписи 2001 года составляло 299 человек. Почтовый индекс — 32206. Телефонный код — 3856. Занимает площадь 1,226 км². Код КОАТУУ — 6821587405.

## Местный совет
32206, Хмельницкая обл., Деражнянский р-н, с. Нижнее, ул. Советская, 46